# Janis (film)
Janis (Janis: Little Girl Blue) è un documentario del 2015 diretto da Amy J. Berg, sulla vita della cantante statunitense Janis Joplin. Il docufilm è stato presentato nella sezione documentari durante la 72ª edizione della Mostra internazionale d'arte cinematografica di Venezia e in concorso al Toronto International Film Festival del 2015.